# Un dio in rovina
Un dio in rovina è un romanzo del 2015 della scrittrice britannica Kate Atkinson, proseguimento di Vita dopo vita.
Rispetto a quest'ultimo, ambientato a Londra all'epoca della battaglia d'Inghilterra, Un dio in rovina si svolge durante il periodo dei bombardamenti britannici sulla Germania.
Il protagonista dell'opera è Teddy, il fratello di Ursula già conosciuta su Vita dopo vita.
I capitoli in cui è organizzato il romanzo portano tutti delle date, benché senza un ordine cronologico: il primo capitolo è infatti 30 marzo 1944 — L'ultimo volo e l'ultimo è 1947 — Figlie dell'Elisio, ma per esempio il secondo capitolo è 1925 — Alouette e il penultimo 2012 — L'ultimo volo.
Nel continuo alternarsi delle diverse collocazioni temporali campeggiano i ricordi di episodi di guerra, ma si sviluppano anche altri temi: dalle vicende familiari lungo quattro generazioni, con i contrasti tra i modelli educativi evolutisi nel tempo, all'esperienza della malattia, della perdita di persone care, fino all'estremo invecchiamento e alla morte.

## Edizione
- Kate Atkinson, Un dio in rovina, Milano, Editrice Nord, 2016, ISBN 884292783X.